# Die Verteidigerin
Die Verteidigerin ist ein deutsches Stummfilm-Melodram aus dem Jahre 1918 mit Mady Christians in der Hauptrolle.

## Handlung
Linda Saltarin hat sich nach ihrem Jurastudium als Dr. jur. einen Namen als Strafverteidigerin gemacht. Ihr schwierigster Fall führt sie nun an ihre Grenzen, denn sie soll die mutmaßliche Mörderin ihres Verlobten verteidigen. Felicie stand für Rudolf, einen jungen, talentierten Maler, Modell und war zugleich die Geliebte des Verlobten der Verteidigerin. Linda gibt trotz der persönlichen Betroffenheit alles, um Felicie frei zu bekommen, denn sie hat Zweifel an der Schuld des von ihrem Bräutigam mit einem Kind zurückgelassenen Modells. Schließlich stellt sich heraus, dass Felicie unschuldig am Tode Rudolfs ist, denn er hat sich selbst getötet.

## Produktionsnotizen
Die Verteidigerin passierte im Mai 1918 die Zensur und wurde noch im selben Monat in Berlin uraufgeführt. Der Film besaß, je nach Schnittfassung, eine Länge von 1344 bzw. 1364 Meter, verteilt auf vier Akte. Ein Jugendverbot wurde erteilt.

## Kritik
„Es ist dies ein ausgezeichnet inszeniertes und gespieltes Schauspiel, das durch die Kunst Mady Christians besonderen Reiz erhält. (…) Alle Darsteller spielen prächtig, Photographie und Handlung sind vortrefflich.“